# James Drummond
James Drummond (1816–1877) var en Skotsk kunstmaler og kurator af National Gallery of Scotland fra 1868 til 1877..